# Ирина Палеологина (съпруга на Матей Кантакузин)
Вижте пояснителната страница за други личности с името Ирина Палеологина.
 За българската царица вижте Ирина Палеологина.  
Ирина Палеологина († сл. 1356 или ок. 1391) е византийска императрица (1353 – 1357), съпруга на император Матей Кантакузин.

## Биография
Ирина е дъщеря на деспот Димитър Палеолог († сл. 1343) и съпругата му Теодора. Внучка е на император Андроник II Палеолог и Ирина Монфератска.
Според историята на Йоан Кантакузин Ирина се омъжва за Матей Кантакузин през 1340 г. Той е син на димотишкия император Йоан Кантакузин и Ирина Асенина. Ирина Палеологина ражда на Матей Кантакузин пет деца:
- Йоан Кантакузин (ок. 1342 – сл. 1361), деспот
- Димитър I Кантакузин (ок. 1343 – 1383), севастократор и византийски деспот на Морея
- Теодора, монахиня
- Елена Асенина Кантакузина († сл. 1394), омъжена за Луис Фадрик Арагонски († 1382), граф на Салона (Амфиса) и Малта
- Мария Кантакузина, омъжена за Йоан Ласкарис Калоферос, сенатор от Кипър

На 25 октомври 1341 г. Йоан Кантакузин се провъзгласява за император в Димотика. Началото на граждандската война между Йоан Кантакузин и останалите регенти на малолетния Йоан V Палеолог заварва Ирина в Константинопол, където първоначално тя е поставена под домашен арест заедно с бабата на Матей и най-малкия му брат Андроник. По-късно всички са поставени под строга охрана в двореца. Гражданската война завършва през 1347 г. с признаването на Йоан Кантакузин за съимператор на Византия и омъжването на дъщеря му Елена Кантакузина за Йоан V Палеолог. На 15 април 1353 г. Матей Кантакузин е обявен за съимператор на Йоан V и Йоан Кантакузин. Така Ирина Палеологина става младша съимператрица на свекърва си Ирина Асенина и на зълва си Елена Кантакузина.
На 4 декември 1357 г. Йоан Кантакузин абдикира и заедно със съпругата си се оттегля в манастир. Матей Кантакузин обаче запазва титлата си и заедно със съпругата си се отделя като самостоятелен владетел на доминион в Тракия.
През февруари 1356 г. Матей и Ирина са взети в плен от сръбски войски. Заложничеството им продължава до намесата на Йоан V Палеолог през декември 1357 г. В замяна на помощта от императора Матей Кантакузин е принуден да абдикира, а Ирина Палеологина престава да се титулува императрица.
Ирина Палеологина умира след 1356 или около 1391 г.